# Адам Журовський
А́дам Ро́ман Журо́вський (пол. Adam Roman Żurowski; 3 березня 1929, Львів — 25 березня 2016, Гданськ) — польський геодезист, професор Гданської політехніки.

## Біографічні дані
Адам Журовський народився у Львові. 1949 року, закінчивши Перший загальноосвітній ліцей імені Стефана Жеромського в Єленій-Гурі, вступив на будівельний факультет Гданської політехніки й 1955 року здобув ступінь магістра за спеціальністю «будівельні конструкції». У 1953-му почав працювати асистентом на кафедрі геодезії гідротехнічного факультету, яку тоді очолював професор Павел Кулаковський. У 1959—1964 роках Адам Журовський навчався на факультеті геодезії та картографії Варшавської політехніки й став магістром за спеціальністю «інженерна та промислова геодезія».
У червні 1970 року він здобув науковий ступінь доктора технічних наук, який присудила вчена рада Інституту гідротехніки Гданської політехніки на основі його докторської дисертації «Деформації підповерхневих шарів деяких ґрунтів у Віслянських Жулавах під впливом морозу та зміни вологості».
У липні 1987 року вчена рада гідротехнічного факультету Гданської політехніки присудила Адамові Журовському вчений ступінь габілітованого доктора технічних наук на основі його габілітаційної дисертації «Дослідження переміщень і деформацій морських гідротехнічних споруд».
12 травня 1992 року він отримав звання професора технічних наук від Президента Польщі Леха Валенси.

## Викладацька й організаційна діяльність
Адам Журовський розпочав викладацьку діяльність 15 жовтня 1953 року (як інженер) на кафедрі топографії та геодезії гідротехнічного факультету Гданської політехніки.
З 1956 року він як заступник завідувача кафедри геодезії читає лекції з предметів «Геодезія», «Будівельні вимірювання» та «Геодезична зйомка». З 1958-го, після призначення на посаду доцента, читав лекції з дисциплін: «Розпланування трас і профілів» (1959—1965), «Прикладна геодезія», «Будівельні вимірювання» (1966—1977), «Інженерна геодезія і фотограмметрія» та «Геодезія» (1977—1998).
1 вересня 1985 року Адам Журовський був призначений завідувачем кафедри геодезії Гданської політехніки й залишався на цій посаді до виходу на пенсію в 1999 році. У 1990—1993 роках він був деканом гідротехнічного факультету Гданської політехніки.
1970 року Журовський став членом Товариства польських геодезистів. У 1972—1989 роках він виконував обов'язки голови Головної морської комісії в Гданську та Варшаві, члена правління філії в Гданську, члена правління Секції промислової геодезії у Варшаві, члена кваліфікаційної групи у справах професійної спеціалізації інженерів у Варшаві. Адам Журовський також був організатором трьох національних науково-технічних конференцій «Геодезія в морській економіці», співорганізатором чотирьох науково-технічних конференцій «Автоматизація в геодезії» у Варшаві та редактором Технічного бюлетеня Товариства польських геодезистів у Гданську.
У 1988—1992 роках був представником Товариства польських геодезистів у IV комісії Міжнародної федерації геодезистів «Гідрографічні вимірювання», у 1990—1998 роках був членом Геодезичного комітету Польської академії наук, а в 1982—1999 роках був членом секції інженерної геодезії Геодезичного комітету Польської академії наук.
Також Адам Журовський працював викладачем на факультеті технічних наук Вищої школи народного господарства в Кутні.

## Наукова діяльність
Адам Журовський подав понад 110 відгуків і рецензій, зокрема п'ять відгуків на присвоєння вченого звання професора, одна рецензія на габілітаційну роботу, чотири рецензії на докторські дисертації та 16 публікацій на книжки, підручники та конспекти лекцій для студентів. Автор понад 150 досліджень та експертних висновків у галузі інженерної геодезії та контрольних вимірювань у будівництві. Вони стосувалися, зокрема, досліджень переміщень та деформацій морських гідротехнічних споруд під дією статичних та динамічних навантажень, досліджень деформацій фундаментів турбоагрегатів, валів навколо збірників відходів, резервуарів для рідкого пального, мостів, елеваторів, гідроелектростанцій, шлюзів, попередньо напружених бетонних балок, димарів, щогл, житлових будинків, історичних будівель, а також кораблів, плавучих доків і бурових платформ.
Доповіді Адама Журовського опубліковано в матеріалах 16 міжнародних конференцій і конгресів, а також у 6 семінарах за участю іноземних гостей. Опублікований науковий доробок нараховує понад 100 найменувань (19 іноземними мовами), з них 94 самостійних, 16 у співавторстві, 3 книжки та 4 конспекти лекцій. Його статті надруковано, зокрема, в «Hydrotechnics Archives», «Vermessungswesen und Raumordnung», а також у матеріалах численних закордонних конференцій і двох міжнародних конгресів. Крім того, Адама Журовського не раз запрошували різні закордонні університети (Прага, Аахен, Ганновер, Кайзерслаутерн) для презентації результатів своїх досліджень. Його публікації цитувалися в «Zeitschrift fur Vermessungswesen», «Vermessungswesen und Raumordnung» і вітчизняних наукових журналах.
Він був керівник гранту «Дослідження зсувів і деформацій морських споруд» у 1996—1999 роках.

## Вибрані публікації
- Żurowski, A. (1980). Pomiary geodezyjne w budownictwie morskim. Wydaw. Morskie.
- Żurowski, A. (1980) Miernictwo w budowie dróg, kolei, mostów, tuneli i lotnisk. Gdańsk, Politechnika Gdańska.
- Żurowski, A. (1981). Pomiary geodezyjne w budowie dróg, lotnisk i mostów. Wydawnictwa Komunikacji i Łączności.
- Praca zbiorowa. Ćwiczenia z geodezji pod redakcją Adama Żurowskiego. Gdańsk, Politechnika Gdańska.
- Przewłocki, S., Żurowski, A. (2006). Przewodnik do ćwiczeń z geodezji inżynieryjnej. Kutno, Wyższa Szkoła Gospodarki Krajowej.

## Нагороди і відзнаки
Адам Журовський отримав три індивідуальні нагороди міністра науки, вищої освіти та технологій за досягнення в галузі створення підручників для студентів, 28 нагород ректора за наукову та дослідницьку діяльність, видатні публікації та викладацьку роботу, а також:
- Золотий Хрест Заслуги (1974)
- Лицарський хрест Ордена Відродження Польщі (1980)
- Медаль Комісії народної освіти Польщі (1990)
- Офіцерський хрест Ордена Відродження Польщі (1997)
- Срібна Почесна Відзнака Наукової технічної організації (1979)
- Пам'ятна медаль з нагоди 50-річчя Вищої технічної організації в Гданську (1997)
- Срібна Почесна Відзнака Товариства польських геодезистів (1976)[1][3]